# Fil·lis i Aristòtil
Fil·lis i Aristòtil és un conte moral medieval d'origen asiàtic sobre el triomf d'una dona seductora, Fil·lis, sobre el major intel·lecte masculí conegut, el filòsof grec Aristòtil, que més endavant es va convertir en un text cristià per avisar els homes de la malícia i perversitat de les dones. És una de les diverses històries sobre el tòpic literari del Weibermacht («poder de les dones») d'aquella època. A partir d'un relat oral i popular, es van escriure diverses proses i contes d'origen francès i alemany des del segle XII. Entre les primeres versions conegudes hi ha la francesa Lai d'Aristote, un lai d'amor cortès de 1220.
La història de la dominatrix i del filòsof, finalment amb Fil·lis completament nua, també va ser recollida per artistes a partir del segle XII, en mitjans des de l'escultura en pedra a les esglésies fins a peces de fusta o d'ivori, tèxtils com catifes i tapissos, gravats, pintures a l'oli, aiguamans i vitralls. Els artistes atrets pel tema van ser, entre d'altres, Hans Baldung, Albrecht Dürer, Bartholomeus Spranger, Lucas Cranach el Vell i Alessandro Turchi.

## Història
La història varia segons la narració, però el nucli és el següent: Aristòtil aconsella al seu alumne Alexandre el Gran que eviti Fil·lis (o Campaspe), la seductora amant del seu pare, el rei Filip II de Macedònia, tot i que el propi Aristòtil se sent captivat per ella. Fil·lis accepta muntar-lo, amb la condició que faci el paper de dominatrix, a la vegada que li ha explicat en secret a Alexander què passarà, demostrant que els encants d'una dona poden superar fins i tot la saviesa del filòsof més important. Fil·lis també es descriu com l'amant o possiblement l'esposa d'Alexandre, en lloc de la del seu pare.
Segons el Museu del Louvre, la història totalment inventada deriva de l'obra del teòleg Jacques de Vitry al segle XIII. L'obra Lai d'Aristote es coneix a partir de manuscrits que daten des de l'any 1220, atribuïts pels estudiosos al poeta normand Henri d'Andeli.
El 1386, el poeta anglès John Gower va incloure un resum del conte a la seva Confessio Amantis, una col·lecció d'històries d'amor immoral explicades en versos, on Gower fa broma amb que la lògica i els sil·logismes del filòsof no el salven:
I syh there Aristotle also,
Whom that the queene of Grece so
Hath bridled, that in thilke time
Sche made him such a Silogime,
That he foryat al his logique;
Ther was non art of his Practique,
Thurgh which it mihte ben excluded
That he ne was fully concluded
To love, and dede his obeissance.
També al segle XIV, el dominicà John Herold va escriure una versió llatina de la història, i al segle xv, va aparèixer a la comèdia alemanya Ain Spil van Maister Aristotiles.
| Element del conte               | Lai d'Aristote (francès) | Aristoteles und Phyllis (alemany)                                                                                       |
| ------------------------------- | --- | --- |
| Alexandre                       | és un rei victoriós, conqueridor de l'Índia | és un jove a la cort del seu pare                                                                                       |
| La jove                         | només s'anomena «l'índia» | és Fil·lis, de naixement noble, al seguici de la reina                                                                  |
| Situació: Alexandre             | és renyat per Aristòtil per negligir el seu deure com a cap d'estat i de l'exèrcit                                                                      | ignora l'ordre del rei de no veure la seua amant, com havia demanat Aristòtil per no concentrar-se en les seves lliçons |
| La jove                         | decideix venjar-se del filòsof | decideix venjar-se del filòsof                                                                                          |
| L'acord: Aristòtil              | promet que parlarà amb Alexandre en nom d'ella, a canvi dels seus favors                                                                                | li demana que passi la nit amb ell, a canvi de diners                                                                   |
| L'escena de la seducció         | té lloc en un jardí | té lloc en un jardí |
| Cavalca a l'esquena d'Aristòtil | observat per un Alexandre rient | observat per la reina i el seu seguici mentre Fil·lis insulta Aristòtil                                                 |
| Al final, Aristòtil             | s'excusa davant d'Alexandre, dient: Amour vainc tot, & tot vaincra tant com le monde durera («L'amor ho venç tot, i tot ho vencerà mentre duri el món») | fuig a un país llunyà, on medita sobre la maldat de l'enginy femení                                                     |

## Representacions
La història moral de la dominatrix que va burlar-se del famós filòsof es va fer popular a tota l'Europa medieval. Artistes com Julio Ruelas van continuar adaptant el tema de Fil·lis i Aristòtil. Oscar Kokoschka en va produir una versió el 1913. El 2020, l'escriptora Irene Solà va presentar l'exposició transdisciplinar «Hi ha una història d'una dona que» sobre la caça de bruixes amb 80 imatges de dones muntant homes extretes de diferents contextos, una crítica irònica del mite de Fil·lis i Aristòtil des d'una mirada contemporània.

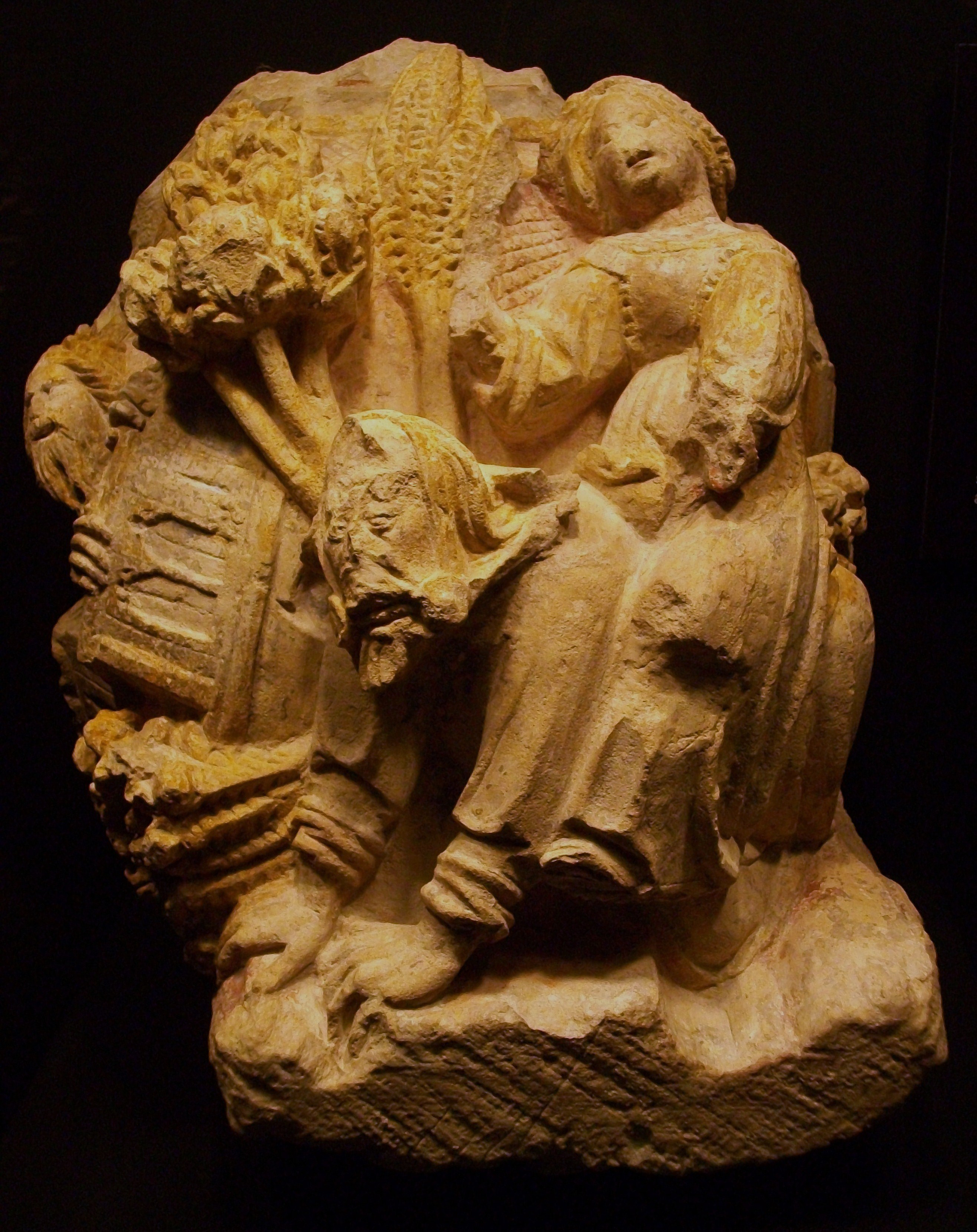
Mènsula al Museu d'Història de València (s. XIV)
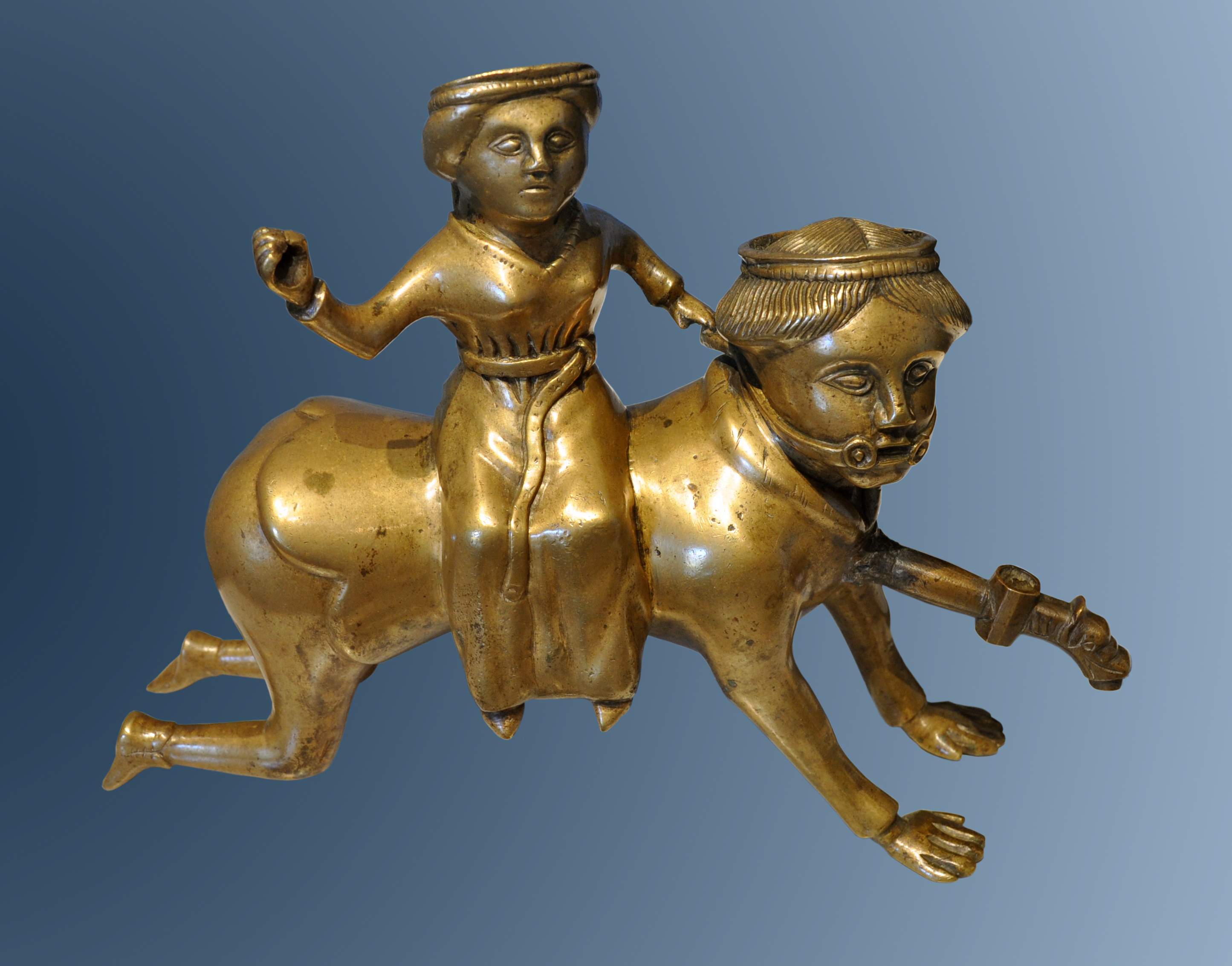
Aiguamans de llautó als Museus Reials d'Art i d'Història (1400-1450)
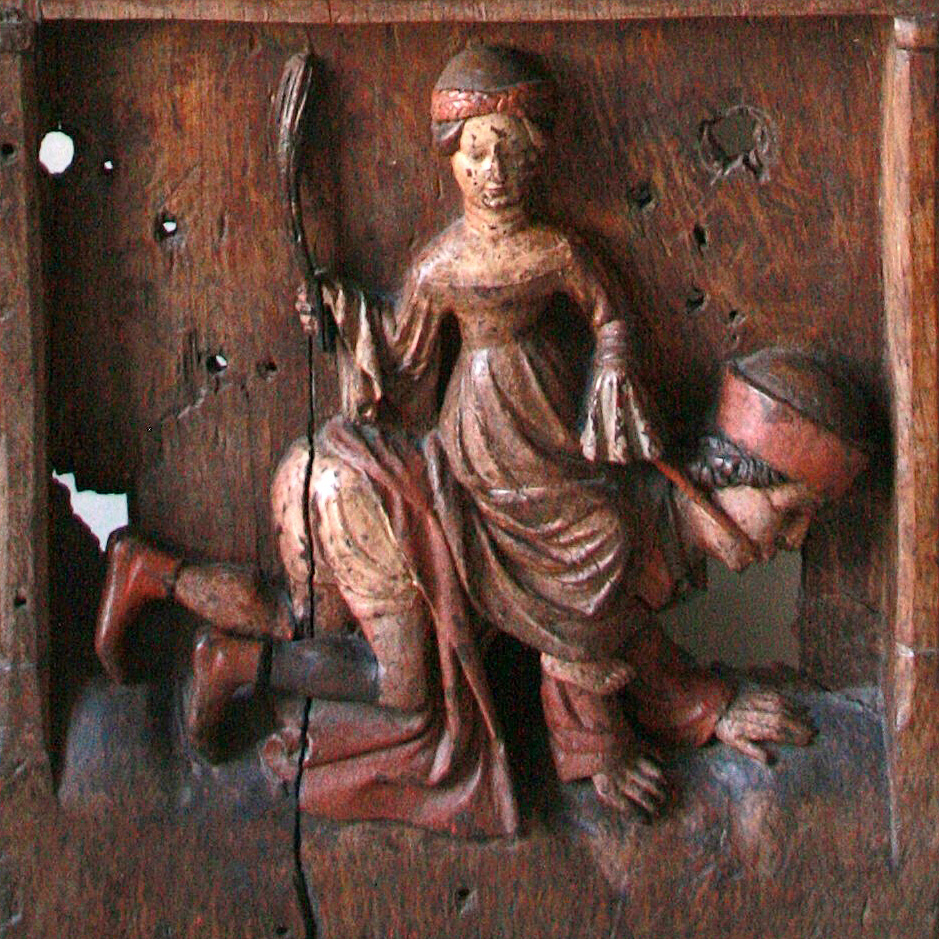
Detall de l'interior de l'Ajuntament de Tallinn (s. XV)
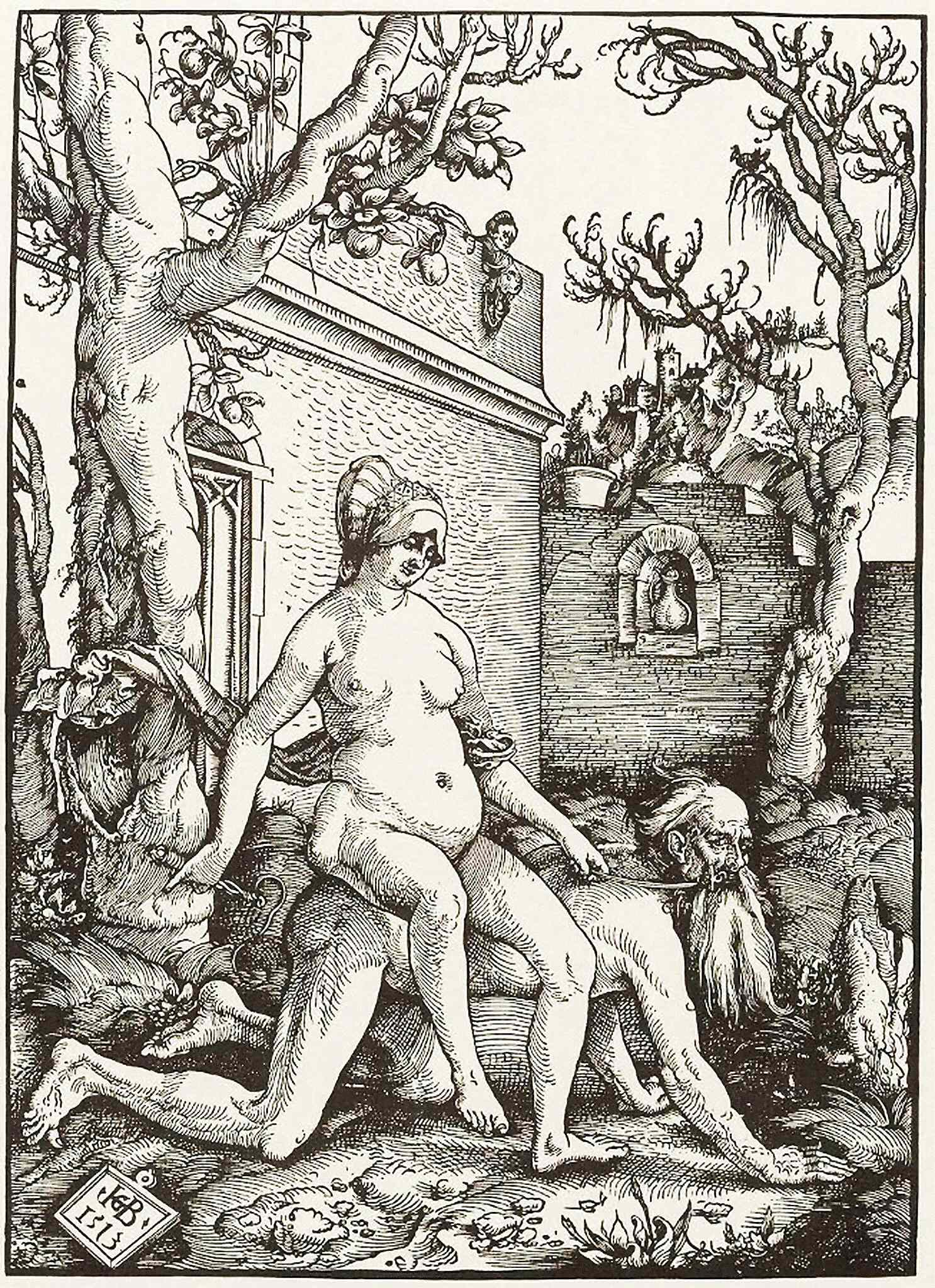
Xilografia de Hans Baldung (1515)
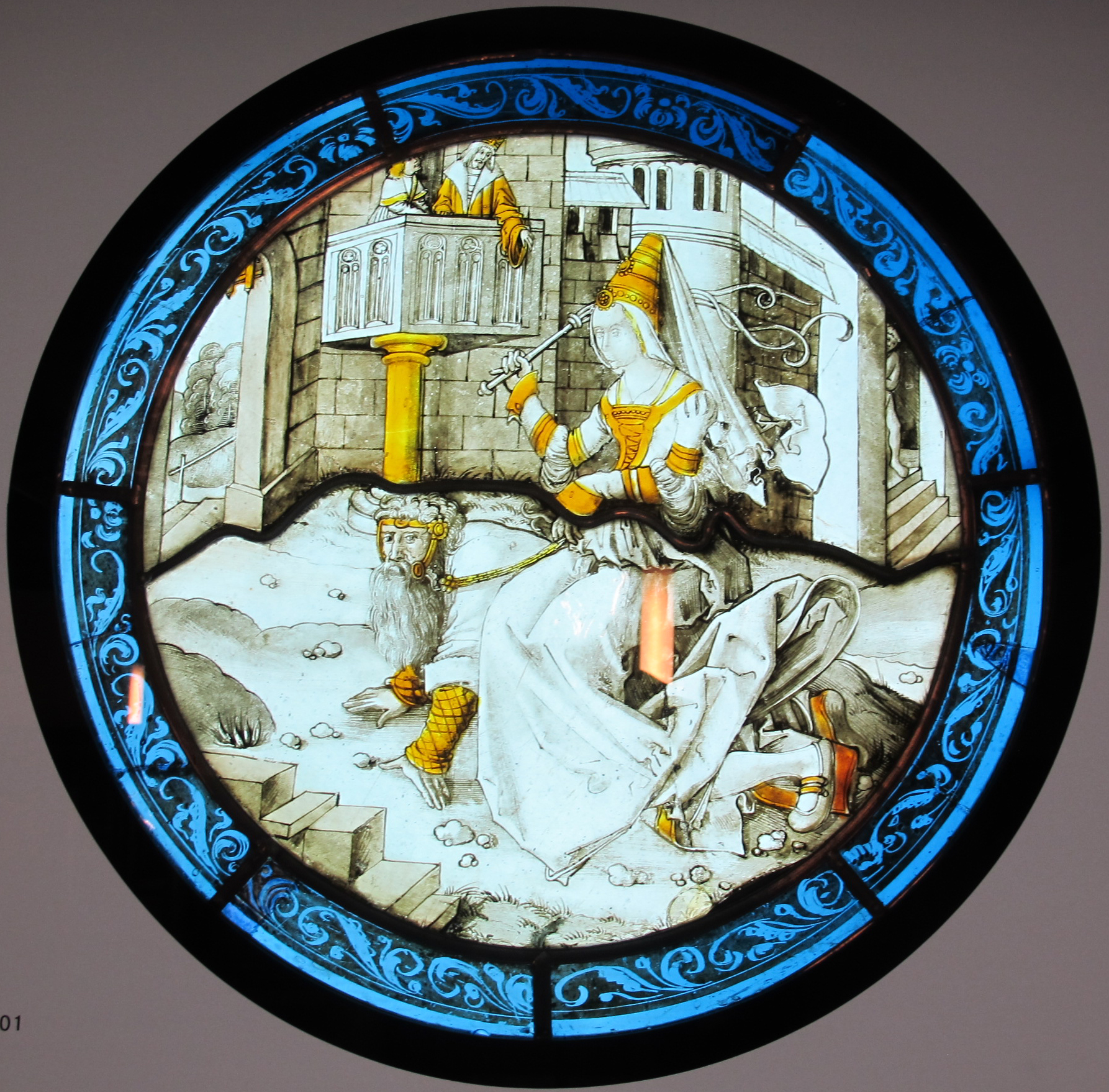
Vitrall (Alemanya ca. 1520)
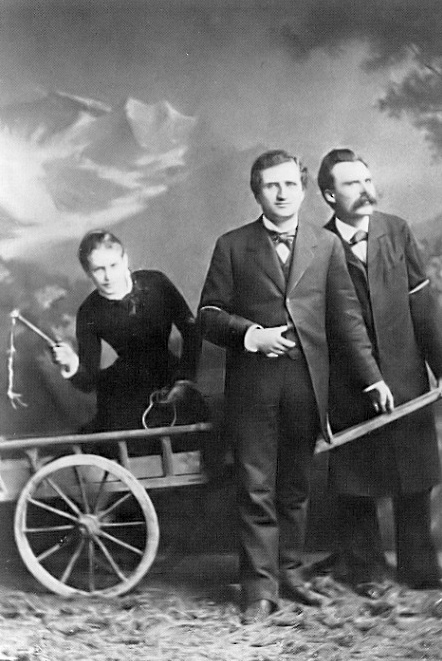
Recreació fotogràfica del mite amb Lou Andreas-Salomé, Paul Rée i Friedrich Nietzsche (1882)
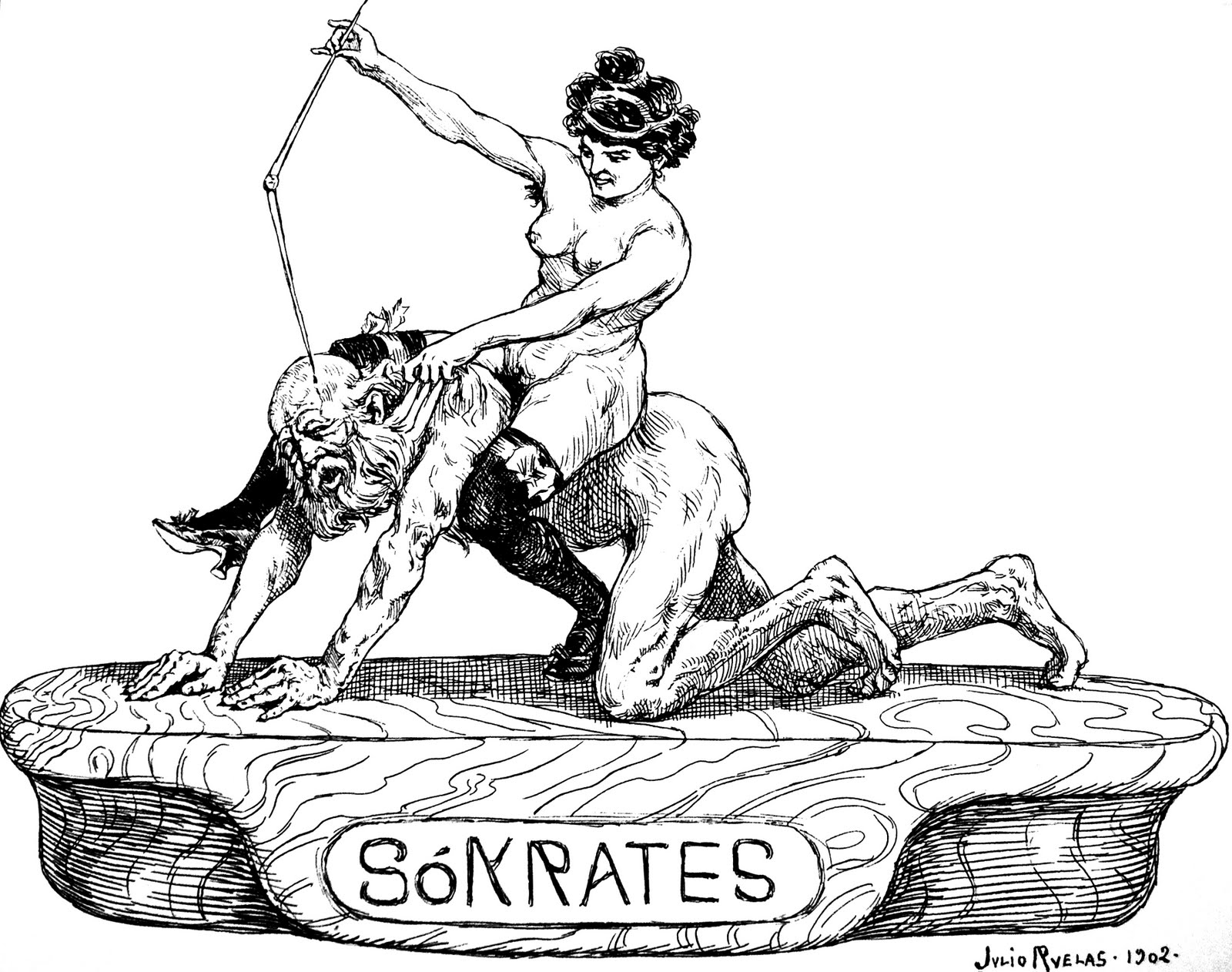
Sokrates, de Julio Ruelas (1902)